# 莫里亞山

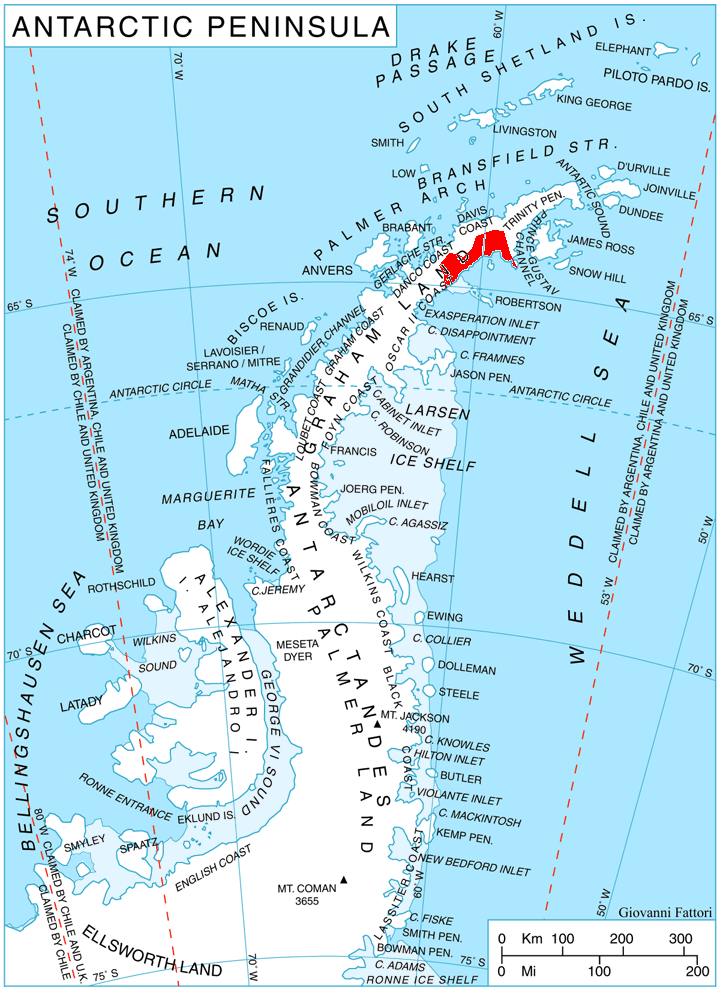

莫里亞山是南極洲的山峰，位於葛拉漢地的洛韋奇高地，處於里西米納冰川東北面，海拔高度1,700米，以保加利亞的西部城堡命名。
64°51′46″S 61°07′47″W / 64.86278°S 61.12972°W

## 外部連結
- Mount Moriya. （页面存档备份，存于） SCAR Composite Antarctic Gazetteer.